# Căușeni
Căușeni (in russo Каушаны) è una città della Moldavia capoluogo del distretto omonimo di 15.939 al censimento del 2014.
È situato nel sud del paese in una zona collinare a 83 km da Chișinău ed è attraversato dal fiume Botna, affluente del Nistro

## Storia
La città è menzionata per la prima volta in un documento ufficiale nel 1470. Nel XVI secolo è nota come città commerciale. Tra il 1806 e il 1812 è la capitale del Budjak. Ha ottenuto lo stasus di città nel 1965. Nel secondo dopoguerra ha avuto un grande sviluppo industriale con conseguente crescita degli abitanti. 

## Società

### Evoluzione demografica
In base ai dati del censimento, la popolazione è così divisa dal punto di vista etnico:
| Etnia       | Abitanti | %     |
| ----------- | -------- | ----- |
| Moldavi     | 14.144   | 79,65 |
| Ucraini     | 960      | 5,41  |
| Russi       | 1.521    | 8,57  |
| Gagauzi     | 82       | 0,46  |
| Bulgari     | 273      | 1,54  |
| Rumeni      | 663      | 3,73  |
| Altre etnie | 114      | 0,64  |

## Economia
L'industria è abbastanza sviluppata. Le attività maggiori che impiegano la manodopera cittadina 
sono l'industria alimentare e quella dei materiali da costruzione